# Darcy Guimarães
Darcy Guimarães, född 19 april 1915, död 1 april 1981, var en friidrottare från Brasilien. Han deltog vid olympiska sommarspelen 1936.